# Tadżycki Uniwersytet Rolniczy im. Szirinszoha Szohtemura
Tadżycki Uniwersytet Rolniczy im. Szirinszoha Szohtemura (tadż. Донишгоҳи аграрии Тоҷикистон ба номи Ш. Шотемур, ros. Таджикский аграрный университет имени Шириншо Шотемура) – tadżycka publiczna szkoła wyższa funkcjonująca w Duszanbe.
Poprzednikiem uczelni był Instytut Ogrodniczy założony w 1931 roku w Chodżencie. W 1934 roku został on zreorganizowany i przemianowany na Tadżycki Instytut Rolniczy. W 1944 roku instytut został przeniesiony do stolicy Tadżykistanu, Stalinabadu. W 1992 roku, po uzyskaniu przez Tadżykistan niepodległości, instytut uzyskał status uniwersytetu.    

## Struktura organizacyjna
W skład uczelni wchodzą następujące jednostki organizacyjne:
- Wydział Księgowości i Finansów
- Wydział Biznesu Rolniczego
- Wydział Mechanizacji Rolnictwa
- Wydział Agronomii
- Wydział Ekonomii i Zarządzania
- Wydział Ogrodnictwa i Biotechnologii Rolnej
- Wydział Hydromelioracji
- Wydział Nauk Weterynaryjnych
- Wydział Zootechniki.